# Mircea David (politician)
Mircea David (n. 11 octombrie 1958, Ilva Mică, România) a fost un deputat român în legislatura 1990-1992, ales în județul Bistrița-Năsăud pe listele partidului FSN. A demisionat la data de 13 aprilie 1992.